# 파리의 하늘 아래
《파리의 하늘 아래》(Sous Le Ciel De Paris, Under The Paris Sky)는 프랑스에서 제작된 줄리앙 뒤비비에르 감독의 1951년 영화이다. 브리짓 오버 등이 주연으로 출연하였다.
에피소드 영화를 무척 좋아하는 뒤비비에르 감독이 파리 탄생 1,500주년 축하제 때 만든 영화이다. 파리의 하늘 밑, 시민의 생활은 어떤 면에선 모두 그 영위(營爲)가 서로 연결됨으로써 1,500년간의 역사가 계속되고 있다. 파리의 대통로, 좁은 뒷골목, 사람이 많이 나다니는 광장이 다큐멘터리로 묘사되어서 파리의 표정이 서민의 희로애락에 반영된다.

## 줄거리
파리에 사는 여러 계층의 사람들의 어느날의 사건이 그려진다. 주인공은 좀 이상스런 얘기이지만 '파리'라고 보아야 할 것이다. 펜팔 애인을 만나러 파리 시내까지 찾아온 시골처녀가 편지의 내용이 거짓말이었다는 것을 알고 실망한 채 걷고 있는데 그만 정신 이상이 된 조각가에게 살해되며 조각가는 경찰관에게 사살된다. 패션모델은 애인인 의과 대학생이 금년에도 국가시험에 실패했으므로 실망하게 된다. 미치광이 조각가를 쏜 경찰관의 유탄(流彈)으로 중상을 입게 된 공원(工員)은 시험담력(試驗膽力)이 없는 의과 대학생의 대수술로 연명을 한다. 이 공원은 동맹파업으로 일을 쉬고 있었으므로 결혼기념일의 축하 술에 취해서 들떠 있을 때였다. 무작정 고양이를 좋아하는 늙은 처녀는 고양이의 먹이를 찾아 헤매며 어느날 하루종일 파리 시내를 걸어 다닌다. 공부를 몹시 싫어하는 계집아이는 집으로 돌아가지 않고 사내아이와 센강에서 보트 놀이를 하다가 날이 저물어서 미아가 되었는데, 미치광이 조각가의 도움으로 자기 집으로 무사히 돌아간다.

## 출연

### 주연
- 브리짓 오버
- 장 브로샤르

### 조연
- 르네 브랜카드
- 폴 프랭커
- 다니엘 이베넬